# Craig L. La Fave

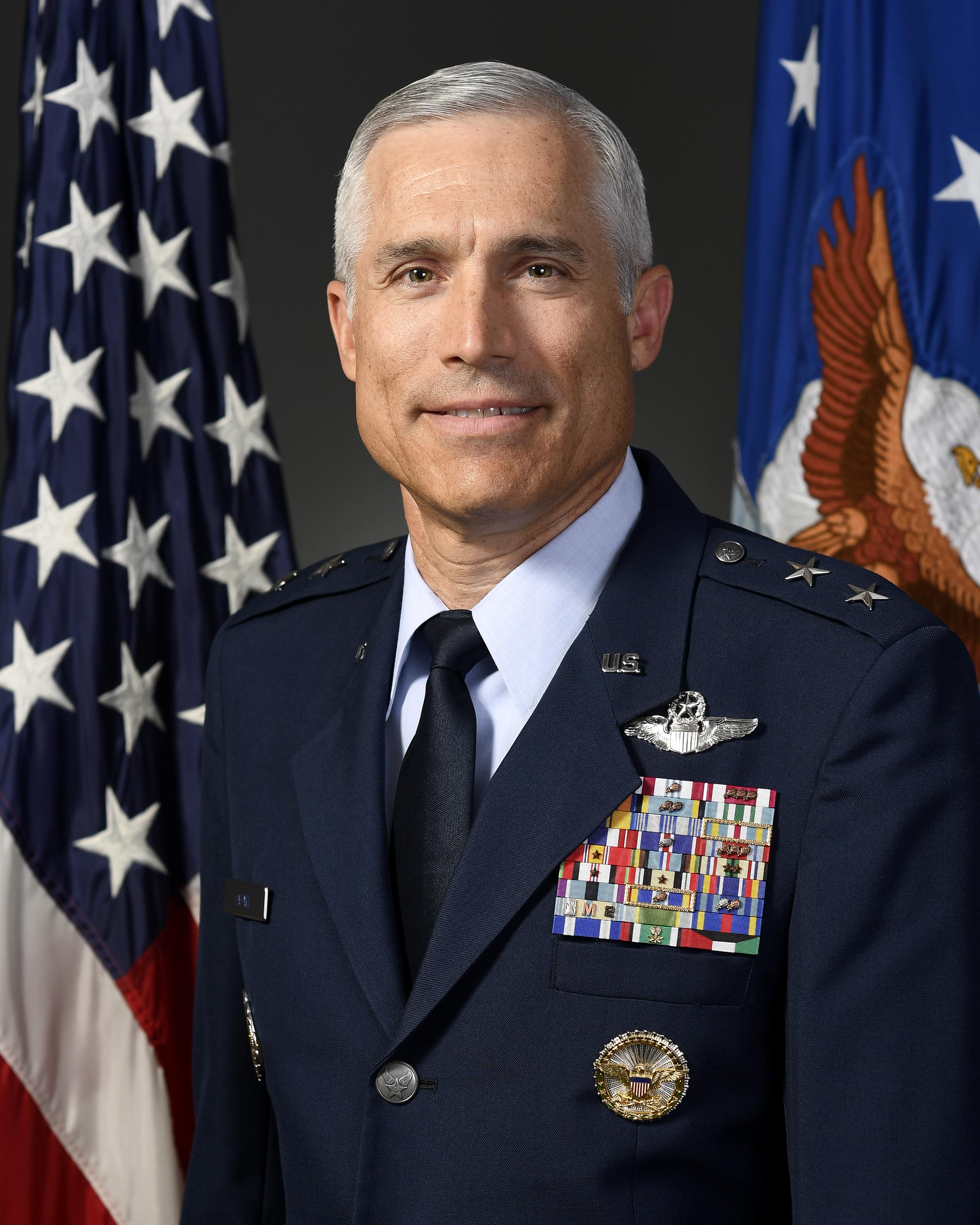
Craig L. La Fave

Craig L. La Fave (* um 1964) ist ein pensionierter Generalmajor der United States Air Force. Er war unter anderem Kommandeur der 22. Luftflotte (Twenty Second Air Force).
Über das ROTC-Programm der Lehigh University gelangte er im Jahr 1986 in das Offizierskorps der United States Air Force. Dort durchlief er anschließend alle Offiziersränge vom Leutnant bis zum Zwei-Sterne-General.

## Leben
Im Lauf seiner militärischen Karriere absolvierte er verschiedene Kurse und Schulungen. Dazu gehörten unter anderem eine Ausbildung zum Kampfpiloten und weitere Fortbildungskurse als Pilot neuer Flugzeugtypen; die Squadron Officer School und das Air Command and Staff College, beide jeweils über einen Fernkurs; der Reserve Officer Joint Military Operations Course am Naval War College in Newport in Rhode Island; der Advanced Joint Professional Military Education Course am Armed Forces Staff College in Norfolk in Virginia und das Air War College, wieder als Fernkurs. Im Jahr 2008 besuchte er das United States Army War College in Carlisle in Pennsylvania. Es folgten der COMAFFOR Senior Staff Course, der Reserve Component National Security Course der Defense University, das Enterprise Perspective Seminar und das Enterprise Leadership Seminar. Er beendete seine Weiterbildung mit dem Capstone General and Flag Officer Course (2016) und dem Advanced Senior Leader Development Program (2017).
In seinen frühen Jahren als Offizier der Luftwaffe war er an verschiedenen Stützpunkten in den Vereinigten Staaten stationiert. Dabei war er als Pilot, Flugausbilder oder Stabsoffizier bei unterschiedlichen Einheiten tätig. Dazwischen absolvierte er die erwähnten Schulungen. Später wechselte er zur Reserve der Air Force. Hauptberuflich wurde er Pilot bei einer Fluggesellschaft. Er wurde aber weiterhin regelmäßig zum Militärdienst eingezogen, wo er dann seinem jeweiligen Dienstgrad entsprechende Tätigkeiten ausübte.
Im Verlauf seiner militärischen Verwendung bei der Air Force war er sowohl im Irakkrieg als auch im Krieg in Afghanistan eingesetzt. Als Oberstleutnant war er in den Monaten August bis Dezember 2007 in Bagdad stationiert, wobei er als Air Force Operations Planner dem Stab des multinationalen Korps angehörte.
Nach zwischenzeitlich anderen Verwendungen war er zwischen Juni und November 2012 in Kabul stationiert, wo er als Oberst stellvertretender Kommandeur der 9th Air and Space Expeditionary Task Force war. Anschließend kommandierte er auf der Keesler Air Force Base in Mississippi das 403. Geschwader (403rd Wing). In der Folge verblieb er auf diesem Stützpunkt. Zwischen Oktober 2013 und Januar 2015 war er dort Mobilisierungsberater (Mobilization Assistant) im Stab der Second Air Force.
Als Nächstes wurde Craig La Fave zum Hauptquartier der Air Force versetzt. Zwischen Januar 2015 und November 2017 war er dort in der Abteilung für Reserveangelegenheiten in unterschiedlichen Funktionen tätig. Unter anderem war er auch dort Mobilisierungsberater. Im November 2017 übernahm er auf der Dobbins Air Force Reserve Base in Georgia als Nachfolger von John P. Stokes den Oberbefehl über die 22. Luftflotte. Dieses Amt bekleidete er bis zum Juli 2019, als John P. Healy seine Nachfolge antrat.
Anschließend wurde er auf die Scott Air Force Base in Illinois beordert, wo er bis zu seiner Pensionierung als Mobilisierungsberater dem Stab des Air Mobility Commands angehörte.
Während seiner aktiven Zeit als Militärpilot absolvierte er über 5500 Flugstunden auf verschiedenen Flugzeugtypen.

## Daten der Beförderungen
| Abzeichen | Rang               | Jahr               |
| --------- | ------------------ | ------------------ |
|           | Second Lieutenant  | 25. Oktober 1986   |
|           | First Lieutenant   | 25. Oktober 1988   |
|           | Captain            | 25. Oktober 1990   |
|           | Major              | 1. Oktober 1999    |
|           | Lieutenant Colonel | 30. September 2004 |
|           | Colonel            | 7. August 2010     |
|           | Brigadier General  | 26. März 2015      |
|           | Major General      | 1. Juni 2017       |

## Orden und Auszeichnungen
Craig La Fave erhielt im Lauf seiner militärischen Laufbahn unter anderem folgende Auszeichnungen:
- Legion of Merit
- Defense Meritorious Service Medal
- Air Medal
- Aerial Achievement Medal
- Joint Service Commendation Medal
- Air Force Commendation Medal
- Air Force Achievement Medal
- Joint Meritorious Unit Award
- Afghanistan Campaign Medal
- Iraq Campaign Medal
- Kuwait Liberation Medal (Saudi-Arabien)
- Kuwait Liberation Medal (Kuwait)